# 汎ヨーロッパ回廊1号線
回廊1号線は、汎ヨーロッパ回廊の1つ。フィンランドのヘルシンキとポーランドのワルシャワ及びグダニスクの間を走る。回廊のルートは、ヘルシンキ - タリン - リガ - カウナス・クライペダ - ワルシャワ・グダニスク。

## 支線
- A支線 (Via Hanseatica) : サンクトペテルブルク - リガ - カリーニングラード - グダニスク - リューベック
- B支線 (Via Baltica/E67) : ヘルシンキ - ワルシャワ